# Elevace oprávnění
Elevace oprávnění (anglicky privilege escalation) je v informatice zneužití chyby v programu tak, že útočník získá (např. v operačním systému) vyšší oprávnění, než mu byla správcem počítače původně udělena. Pro elevaci oprávnění je využíván exploit, sociální inženýrství, fyzický přístup k počítači a podobně.